# 1981年—1990年載人航天飛行列表
這是一個1981年－1990年的完整載人航天飛行列表，其中包括後間的禮炮計畫、和平號太空站及太空梭計畫的開始。
- 紅色 表示飛行失敗
- 綠色 表示亞軌道飛行(包括飛行未能到預定軌道)
- 灰色 表示飛行曾經登月

| #   | 機組人員 | 發射                                        | 連接                                        | 連接                                       | 返回                                       | 任務簡述                                                                                   |
| --- | --- | ------------------------------------------- | ------------------------------------------- | ------------------------------------------ | ------------------------------------------ | ------------------------------------------------------------------------------------------ |
| 80  | 弗拉基米尔·科瓦廖诺克 (3) 维克托·萨维内赫 (1) | 1981年3月13日 联盟T-4                       | 禮炮6號                                     | 禮炮6號                                    | 1981年5月26日 联盟T-4                      |                                                                                            |
| 81  | 弗拉基米尔·扎尼别科夫 (2) 朱格德尔德米德·古尔拉格查                                                                                                  | 1981年3月22日 联盟39号                      | 禮炮6號                                     | 禮炮6號                                    | 1981年3月29日 联盟39号                     | 首個到太空的蒙古人                                                                         |
| 82  | 约翰·杨 (5) 罗伯特·克里彭 (1) | 1981年4月12日 STS-1, 哥倫比亞號太空梭       | 1981年4月12日 STS-1, 哥倫比亞號太空梭       | 1981年4月14日 STS-1, 哥倫比亞號太空梭      | 1981年4月14日 STS-1, 哥倫比亞號太空梭      | 首次太空梭飛行; 系統測試                                                                   |
| 83  | 列昂尼德·波波夫 (2) 杜米特鲁·普鲁纳留 | 1981年5月14日 联盟40号                      | 禮炮6號                                     | 禮炮6號                                    | 1981年5月22日 联盟40号                     | 首個到太空的羅馬尼亞人 磁場觀測 最後一次聯盟號飛行                                         |
| 84  | 约瑟夫·恩格 (1) 理查德·特鲁利 (1) | 1981年11月12日 STS-2, 哥倫比亞號太空梭      | 1981年11月12日 STS-2, 哥倫比亞號太空梭      | 1981年11月14日 STS-2, 哥倫比亞號太空梭     | 1981年11月14日 STS-2, 哥倫比亞號太空梭     | 首次重新使用的載人飛船 系統測試; 地球科學觀測                                              |
| 85  | 杰克·洛斯马 (2) 戈尔登·福勒顿 (1) | 1982年3月22日 STS-3, 哥倫比亞號太空梭       | 1982年3月22日 STS-3, 哥倫比亞號太空梭       | 1982年3月30日 STS-3, 哥倫比亞號太空梭      | 1982年3月30日 STS-3, 哥倫比亞號太空梭      | 進一步系統測試 進行繁雜的科學實驗和地球科學觀測                                            |
| 86  | 阿纳托利·别列佐沃伊 瓦连京·列别杰夫 (2) | 1982年5月12日 联盟T-5                       | 禮炮七號                                    | 禮炮七號                                   | 1982年12月10日 联盟T-7                     | 首次至禮炮7號的任務 部署廣播通信衛星                                                       |
| 87  | 弗拉基米尔·扎尼别科夫 (3) 亚历山大·伊万琴科夫 (2) 让-卢·克雷蒂安 (1)                                                                                 | 1982年6月24日 联盟T-6                       | 禮炮七號                                    | 禮炮七號                                   | 1982年7月2日 联盟T-6                       | 首個到太空的法國公民                                                                       |
| 88  | 肯·马丁利 (2) 亨利·哈特斯菲尔德 (1) | 1982年6月27日 STS-4, 哥倫比亞號太空梭       | 1982年6月27日 STS-4, 哥倫比亞號太空梭       | 1982年7月4日 STS-4, 哥倫比亞號太空梭       | 1982年7月4日 STS-4, 哥倫比亞號太空梭       | 最後一次太空梭R&D飛行 進行繁雜的科學實驗及測試對美國空軍的有效載荷                         |
| 89  | 列昂尼德·波波夫 (3) 亚历山大·谢列布罗夫 (1) 斯維特蘭娜·薩維茨卡婭 (1)                                                                                | 1982年8月19日 联盟T-7                       | 禮炮七號                                    | 禮炮七號                                   | 1982年8月27日 联盟T-5                      | 第二個到太空的女人                                                                         |
| 90  | 文斯·布兰德 (2) 罗伯特·欧沃米尔 (1) 约瑟夫·艾伦 (1) 威廉·勒诺                                                                                        | 1982年11月11日 STS-5, 哥倫比亞號太空梭      | 1982年11月11日 STS-5, 哥倫比亞號太空梭      | 1982年11月16日 STS-5, 哥倫比亞號太空梭     | 1982年11月16日 STS-5, 哥倫比亞號太空梭     | 部署商用的ANIK C-3和SBS-C 通信衛星 由於太空衣故障,取消EVA                                  |
| 91  | 保罗·维兹 (2) 卡罗尔·鲍勃科 (1) 唐纳德·彼得森 斯多里·马斯格雷夫 (1)                                                                                  | 1983年4月4日 STS-6, 挑戰者號太空梭          | 1983年4月4日 STS-6, 挑戰者號太空梭          | 1983年4月9日 STS-6, 挑戰者號太空梭         | 1983年4月9日 STS-6, 挑戰者號太空梭         | 首次太空梭EVA 部署首個Tracking and Data Relay Satellite (TDRS-1) 進行繁雜的科學實驗        |
| 92  | 弗拉基米尔·格奥尔基耶维奇·季托夫 (1) 根纳季·斯特列卡洛夫 (2) 亚历山大·谢列布罗夫 (2)                                                                 | 1983年4月20日 联盟T-8                       | 1983年4月20日 联盟T-8                       | 1983年4月22日 联盟T-8                      | 1983年4月22日 联盟T-8                      | 未能登上禮炮7號                                                                            |
| 93  | 罗伯特·克里彭 (2) 弗雷德里克·豪克 (1) 约翰·法比安 (1) 萨莉·莱德 (1) 诺曼·萨加德 (1)                                                                  | 1983年6月18日 STS-7, 挑戰者號太空梭         | 1983年6月18日 STS-7, 挑戰者號太空梭         | 1983年6月24日 STS-7, 挑戰者號太空梭        | 1983年6月24日 STS-7, 挑戰者號太空梭        | 部署兩個通信衞星 首個到太空的美國女人 調查蟻群在零重力狀態下的行為; 各種微重力實驗         |
| 94  | 弗拉基米尔·利亚霍夫 (2) 亚历山大·帕夫洛维奇·亚历山德罗夫 (1)                                                                                         | 1983年6月26日 联盟T-9                       | 禮炮七號                                    | 禮炮七號                                   | 1983年11月23日 联盟T-9                     |                                                                                            |
| 95  | 理查德·特鲁利 (2) 丹尼尔·布兰登斯坦 (1) 戴尔·加德纳 (1) 圭恩·布鲁福德 (1) 威廉·索恩顿 (1)                                                            | 1983年8月30日 STS-8, 挑戰者號太空梭         | 1983年8月30日 STS-8, 挑戰者號太空梭         | 1983年9月5日 STS-8, 挑戰者號太空梭         | 1983年9月5日 STS-8, 挑戰者號太空梭         | 首個到太空的非洲裔美國人 首次夜間發射和降落 部署印度INSAT-1B衛星 觀察老鼠在太空的行為。    |
| —   | 弗拉基米尔·格奥尔基耶维奇·季托夫 根纳季·斯特列卡洛夫                                                                                                 | 1983年9月26日 联盟T-10-1                    | 1983年9月26日 联盟T-10-1                    | 1983年9月26日 联盟T-10-1                   | 1983年9月26日 联盟T-10-1                   | 由於發生火警,發射失敗,機組人員跳傘                                                         |
| 96  | 约翰·杨 (6) 布鲁斯特·肖 (1) 欧文·加里欧特 (2) 罗伯特·帕克 (1) 拜伦·利希滕贝格 (1) 乌尔夫·默博尔德 (1)                                                | 1983年11月28日 STS-9, 哥倫比亞號太空梭      | 1983年11月28日 STS-9, 哥倫比亞號太空梭      | 1983年12月8日 STS-9, 哥倫比亞號太空梭      | 1983年12月8日 STS-9, 哥倫比亞號太空梭      | 首次天空實驗室計劃的任務 首個ESA宇航員,首個西德宇航員,及首個非美國人在美國的飛行中         |
| 97  | 文斯·布兰德 (3) 罗伯特·吉布森 (1) 布鲁斯·麦坎德利斯 (1) 罗纳德·麦克内尔 (1) 罗伯特·斯图尔特 (1)                                                      | 1984年2月3日 STS-41-B, 挑戰者號太空梭       | 1984年2月3日 STS-41-B, 挑戰者號太空梭       | 1984年2月11日 STS-41-B, 挑戰者號太空梭     | 1984年2月11日 STS-41-B, 挑戰者號太空梭     | 首次不受限制的EVA 部署WESTAR-VI和PALAPA-B2衛星,但未能到達預定軌道                          |
| 98  | 列昂尼德·基济姆 (2) 弗拉基米尔·索洛维约夫 (1) 奥列格·阿特科夫                                                                                        | 1984年2月4日 联盟T-10                       | 禮炮七號                                    | 禮炮七號                                   | 1984年10月2日 联盟T-11                     |                                                                                            |
| 99  | 尤里·瓦西里耶维奇·马雷舍夫 (2) 根纳季·斯特列卡洛夫 (3) 拉科什·沙尔马                                                                                 | 1984年4月3日 联盟T-11                       | 禮炮七號                                    | 禮炮七號                                   | 1984年4月11日 联盟T-10                     | 首個到太空4的印度人 地球觀測計劃; 生命科學和材料加工實驗                                   |
| 100 | 罗伯特·克里彭 (3) 迪克·斯科比 (1) 乔治·尼尔森 (1) 詹姆斯·范霍夫腾 (1) 特里·哈特                                                                      | 1984年4月6日 STS-41-C, 挑戰者號太空梭       | 1984年4月6日 STS-41-C, 挑戰者號太空梭       | 1984年4月13日 STS-41-C, 挑戰者號太空梭     | 1984年4月13日 STS-41-C, 挑戰者號太空梭     | 部署LDEF之後的退役 退役,修理和重新部署太陽極大期任務衛星衛星                               |
| 101 | 弗拉基米尔·扎尼别科夫 (4) 伊戈尔·彼得罗维奇·沃尔克 斯維特蘭娜·薩維茨卡婭 (2)                                                                         | 1984年7月17日 联盟T-12                      | 禮炮七號                                    | 禮炮七號                                   | 1984年7月29日 联盟T-12                     | 首個EVA的女宇航員                                                                          |
| 102 | 亨利·哈特斯菲尔德 (2) 迈克尔·科茨 (1) 朱迪斯·蕾斯尼克 (1) 斯蒂芬·霍利 (1) 理查德·穆莱恩 (1) 查尔斯·沃克 (1)                                          | 1984年8月30日 STS-41-D, 發現號太空梭        | 1984年8月30日 STS-41-D, 發現號太空梭        | 1984年9月5日 STS-41-D, 發現號太空梭        | 1984年9月5日 STS-41-D, 發現號太空梭        | 測試太陽能電池陣列; 部署三個衛星                                                           |
| 103 | 罗伯特·克里彭 (4) 乔恩·麦克布莱德 (1) 凯瑟琳·苏利文 (1) 萨莉·莱德 (2) 大卫·里茨马 (1) 馬克·加諾 (1) 保罗·斯库里·巴瓦                                 | 1984年10月5日 STS-41-G, 挑戰者號太空梭      | 1984年10月5日 STS-41-G, 挑戰者號太空梭      | 1984年10月13日 STS-41-G, 挑戰者號太空梭    | 1984年10月13日 STS-41-G, 挑戰者號太空梭    | 部署ERBS衛星 雷達成像 首個EVA的美國女人 首個到太空的加拿大 首次包括2個女人的飛行           |
| 104 | 弗雷德里克·豪克 (2) 大卫·沃克 (1) 安娜·菲舍尔 戴尔·加德纳 (2) 约瑟夫·艾伦 (2)                                                                        | 1984年11月8日 STS-51-A, 發現號太空梭        | 1984年11月8日 STS-51-A, 發現號太空梭        | 1984年11月16日 STS-51-A, 發現號太空梭      | 1984年11月16日 STS-51-A, 發現號太空梭      | 部署兩個通信衛星; 退役兩個故障衛星                                                         |
| 105 | 肯·马丁利 (3) 罗伦·施里弗 (1) 鬼塚承次 (1) 詹姆斯·布克利 (1) 加里·佩顿                                                                               | 1985年1月24日 STS-51-C, 發現號太空梭        | 1985年1月24日 STS-51-C, 發現號太空梭        | 1985年1月27日 STS-51-C, 發現號太空梭       | 1985年1月27日 STS-51-C, 發現號太空梭       | 美國國防部的任務 據說測試對偵察衛星的有效載荷                                              |
| 106 | 卡罗尔·鲍勃科 (2) 唐纳德·威廉姆斯 (1) 里娅·塞顿 (1) 杰弗利·霍夫曼 (1) 大卫·格里格斯 查尔斯·沃克 (2) 傑克·加恩                                        | 1985年4月12日 STS-51-D, 發現號太空梭        | 1985年4月12日 STS-51-D, 發現號太空梭        | 1985年4月19日 STS-51-D, 發現號太空梭       | 1985年4月19日 STS-51-D, 發現號太空梭       | 部署通信衛星 微重力實驗 首個到太空的參議員                                                 |
| 107 | 罗伯特·欧沃米尔 (2) 弗雷德里克·格里高利 (1) 唐·林德 诺曼·萨加德 (2) 威廉·索恩顿 (2) 路德维克·范·登·伯格 王赣骏                                       | 1985年4月29日 STS-51-B, 挑戰者號太空梭      | 1985年4月29日 STS-51-B, 挑戰者號太空梭      | 1985年5月6日 STS-51-B, 挑戰者號太空梭      | 1985年5月6日 STS-51-B, 挑戰者號太空梭      | 部署太空實驗室; 微重力實驗 觀察猴子和老鼠在太空的行為                                      |
| 108 | 弗拉基米尔·扎尼别科夫 (5) | 1985年6月5日 联盟T-13                       | 禮炮七號                                    | 禮炮七號                                   | 1985年9月26日 联盟T-13                     | 修復殘缺禮炮7號                                                                            |
| 108 | 维克托·萨维内赫 (2) | 1985年6月5日 联盟T-13                       | 禮炮七號                                    | 禮炮七號                                   | 1985年11月21日 礼炮7号EO-4                 | 修復殘缺禮炮7號                                                                            |
| 109 | 丹尼尔·布兰登斯坦 (2) 约翰·克雷顿 (1) 珊农·露茜德 (1) 斯蒂芬·纳格尔 (1) 约翰·法比安 (2) 帕特里克·鮑德雷 苏尔坦·本·萨勒曼·本·阿卜杜勒-阿齐兹·阿勒沙特 | 1985年6月17日 STS-51-G, 發現號太空梭        | 1985年6月17日 STS-51-G, 發現號太空梭        | 1985年6月24日 STS-51-G, 發現號太空梭       | 1985年6月24日 STS-51-G, 發現號太空梭       | 部署3個通信衞星 微重力實驗 首個到太空的沙特阿拉伯人和阿拉伯人                              |
| 110 | 戈尔登·福勒顿 (2) 罗伊·布里奇斯 斯多里·马斯格雷夫 (2) 安东尼·英格兰 卡尔·海因兹 洛伦·阿克顿 约翰-大卫·巴托                                           | 1985年7月29日 STS-51-F, 挑戰者號太空梭      | 1985年7月29日 STS-51-F, 挑戰者號太空梭      | 1985年8月6日 STS-51-F, 挑戰者號太空梭      | 1985年8月6日 STS-51-F, 挑戰者號太空梭      | 部署太空實驗室-2; 微重力實驗 部署3個通信衞星                                               |
| 111 | 约瑟夫·恩格 (2) 理查德·科维 (1) 詹姆斯·范霍夫腾 (2) 约翰·朗治 (1) 威廉·弗雷德里克·费舍尔                                                             | 1985年8月27日 STS-51-I, 發現號太空梭        | 1985年8月27日 STS-51-I, 發現號太空梭        | 1985年9月3日 STS-51-I, 發現號太空梭        | 1985年9月3日 STS-51-I, 發現號太空梭        | 部署3個通信衞星 退役,修理和重新部署LEASAT-3衞星                                            |
| 112 | 弗拉基米尔·瓦休京 亚历山大·亚历山德罗维奇·沃尔科夫 (1)                                                                                               | 1985年9月17日 礼炮7号EO-4                   | 禮炮七號                                    | 禮炮七號                                   | 1985年11月21日 礼炮7号EO-4                 |                                                                                            |
| 112 | 格奧爾基·格列奇科 (3) | 1985年9月17日 礼炮7号EO-4                   | 禮炮七號                                    | 禮炮七號                                   | 1985年9月26日 联盟T-13                     |                                                                                            |
| 113 | 卡罗尔·鲍勃科 (3) 罗纳德·格莱伯 (1) 大卫·希尔默斯 (1) 罗伯特·斯图尔特 (2) 威廉·佩尔斯                                                                | 1985年10月3日 STS-51-J, 亞特蘭提斯號太空梭  | 1985年10月3日 STS-51-J, 亞特蘭提斯號太空梭  | 1985年10月7日 STS-51-J, 亞特蘭提斯號太空梭 | 1985年10月7日 STS-51-J, 亞特蘭提斯號太空梭 | 美國國防部的任務 據說測試對兩個通信衛星的有效載荷                                          |
| 114 | 亨利·哈特斯菲尔德 (3) 斯蒂芬·纳格尔 (2) 詹姆斯·布克利 (2) 圭恩·布鲁福德 (2) 波妮·唐巴尔 (1) 莱因哈德·富勒尔 恩斯特‧梅塞施密德 烏波·歐克斯            | 1985年10月30日 STS-61-A, 挑戰者號太空梭     | 1985年10月30日 STS-61-A, 挑戰者號太空梭     | 1985年11月6日 STS-61-A, 挑戰者號太空梭     | 1985年11月6日 STS-61-A, 挑戰者號太空梭     | 部署德國太空實驗室; 微重力實驗 首個到太空的德國人                                          |
| 115 | 布鲁斯特·肖 (2) 布赖恩·奥康纳 (1) 玛丽·克利夫 (1) 谢伍德·斯普林 杰瑞·罗斯 (1) 鲁道夫·内里·贝拉 查尔斯·沃克 (3)                                       | 1985年11月26日 STS-61-B, 亞特蘭提斯號太空梭 | 1985年11月26日 STS-61-B, 亞特蘭提斯號太空梭 | 1985年12月3日 STS-61-B, 亞特蘭提斯號太空梭 | 1985年12月3日 STS-61-B, 亞特蘭提斯號太空梭 | 部署三個通信衛星 示範在軌施工技術 首個到太空的墨西哥人                                     |
| 116 | 罗伯特·吉布森 (2) 查尔斯·伯尔登 (1) 張福林 (1) 斯蒂芬·霍利 (2) 乔治·尼尔森 (2) 罗伯特·森克 比爾·納爾遜                                               | 1986年1月12日 STS-61-C, 哥倫比亞號太空梭    | 1986年1月12日 STS-61-C, 哥倫比亞號太空梭    | 1986年1月18日 STS-61-C, 哥倫比亞號太空梭   | 1986年1月18日 STS-61-C, 哥倫比亞號太空梭   | 部署通信衛星 進行繁雜的科學實驗                                                            |
| —   | 迪克·斯科比 (2) 迈克尔·约翰·史密斯 朱迪斯·蕾斯尼克 (2) 鬼塚承次 (2) 罗纳德·麦克内尔 (2) 格里高利·賈維斯 克里斯塔·麦考利芙                            | 1986年1月28日 STS-51-L, 挑戰者號太空梭      | 1986年1月28日 STS-51-L, 挑戰者號太空梭      | 1986年1月28日 STS-51-L, 挑戰者號太空梭     | 1986年1月28日 STS-51-L, 挑戰者號太空梭     | 發射後的第73秒解體，機上7名宇航員全部罹難                                                  |
| 117 | 列昂尼德·基济姆 (3) 弗拉基米尔·阿列克谢耶维奇·索洛维约夫 (2)                                                                                         | 1986年3月13日 聯盟T-15                      | 和平号空间站 禮炮七號 和平号空间站          | 和平号空间站 禮炮七號 和平号空间站         | 1986年7月16日 聯盟T-15                     | 首次遠徵至和平號太空站 最後一次遠徵至禮炮7號                                               |
| 118 | 亚历山大·拉维金 | 1987年2月7日 联盟TM-2                       | 和平号空间站                                | 和平号空间站                               | 1987年7月30日 联盟TM-2                     | 和平號太空站機組人員輪換和維護                                                             |
| 118 | 尤里·罗曼年科 (3) | 1987年2月7日 联盟TM-2                       | 和平号空间站                                | 和平号空间站                               | 1987年12月29日 联盟TM-3                    | 和平號太空站機組人員輪換和維護                                                             |
| 119 | 亚历山大·维克托连科 (1) 穆罕默德·法里斯 | 1987年7月22日 联盟TM-3                      | 和平号空间站                                | 和平号空间站                               | 1987年7月30日 联盟TM-2                     | 和平號太空站機組人員輪換 首個到太空的敘利亞人                                              |
| 119 | 亚历山大·帕夫洛维奇·亚历山德罗夫 (2) | 1987年7月22日 联盟TM-3                      | 和平号空间站                                | 和平号空间站                               | 1987年12月29日 联盟TM-3                    | 和平號太空站機組人員輪換 首個到太空的敘利亞人                                              |
| 120 | 阿纳托利·谢苗诺维奇·列夫钦科 | 1987年12月21日 联盟TM-4                     | 和平号空间站                                | 和平号空间站                               | 1987年12月29日 联盟TM-3                    | 和平號太空站機組人員輪換 生物實驗和天文觀測                                                |
| 120 | 弗拉基米尔·格奥尔基耶维奇·季托夫 (2) 穆萨·马纳罗夫 (1)                                                                                               | 1987年12月21日 联盟TM-4                     | 和平号空间站                                | 和平号空间站                               | 1988年12月21日 联盟TM-6                    | 和平號太空站機組人員輪換 生物實驗和天文觀測                                                |
| 121 | 阿纳托利·索洛维约夫 (1) 维克托·萨维内赫 (3) 亚历山大·帕纳约托夫·亚历山德罗夫                                                                         | 1988年6月7日 联盟TM-5                       | 和平号空间站                                | 和平号空间站                               | 1988年6月17日 联盟TM-4                     |                                                                                            |
| 122 | 弗拉基米尔·利亚霍夫 (3) 阿卜杜勒·阿哈德·莫赫曼德 | 1988年8月29日 联盟TM-6                      | 和平号空间站                                | 和平号空间站                               | 1988年9月7日 联盟TM-5                      | 和平號太空站 機組人員輪換 首個到太空的阿富汗人                                             |
| 122 | 瓦列里·波利亚科夫 (1) | 1988年8月29日 联盟TM-6                      | 和平号空间站                                | 和平号空间站                               | 1989年4月27日 联盟TM-7                     | 和平號太空站 機組人員輪換 首個到太空的阿富汗人                                             |
| 123 | 弗雷德里克·豪克 (3) 理查德·科维 (2) 约翰·朗治 (2) 乔治·尼尔森 (3) 大卫·希尔默斯 (2)                                                                  | 1988年9月28日 STS-26, 發現號太空梭          | 1988年9月28日 STS-26, 發現號太空梭          | 1988年10月3日 STS-26, 發現號太空梭         | 1988年10月3日 STS-26, 發現號太空梭         | 在挑戰者號災難後,首次重返太空的太空梭任務 部署Tracking and Data Relay Satellite-3 (TDRS-3) |
| 124 | 亚历山大·亚历山德罗维奇·沃尔科夫 (2) 谢尔盖·康斯坦丁诺维奇·克里卡廖夫 (1)                                                                            | 1988年11月26日 联盟TM-7                     | 和平号空间站                                | 和平号空间站                               | 1989年4月27日 联盟TM-7                     | 和平號太空站機組人員輪換 技術試驗 首個EVA的歐洲人                                          |
| 124 | 让-卢·克雷蒂安 (2) | 1988年11月26日 联盟TM-7                     | 和平号空间站                                | 和平号空间站                               | 1988年12月21日 联盟TM-6                    | 和平號太空站機組人員輪換 技術試驗 首個EVA的歐洲人                                          |
| 125 | 罗伯特·吉布森 (3) 盖伊·加德纳 (1) 理查德·穆莱恩 (2) 杰瑞·罗斯 (2) 威廉·薛佛 (1)                                                                      | 1988年12月2日 STS-27, 亞特蘭提斯號太空梭    | 1988年12月2日 STS-27, 亞特蘭提斯號太空梭    | 1988年12月6日 STS-27, 亞特蘭提斯號太空梭   | 1988年12月6日 STS-27, 亞特蘭提斯號太空梭   | 美國國防部的任務 據說測試對偵察衛星長曲棍球號衛星的有效載荷                                |
| 126 | 迈克尔·科茨 (2) 约翰·布莱哈 (1) 詹姆斯·巴吉安 (1) 詹姆斯·布克利 (3) 罗伯特·斯普林格 (1)                                                              | 1989年3月13日 STS-29, 發現號太空梭          | 1989年3月13日 STS-29, 發現號太空梭          | 1989年3月18日 STS-29, 發現號太空梭         | 1989年3月18日 STS-29, 發現號太空梭         | 部署Tracking and Data Relay Satellite-4 (TDRS-4) 進行繁雜的科學實驗                        |
| 127 | 大卫·沃克 (2) 罗纳德·格莱伯 (2) 诺曼·萨加德 (3) 玛丽·克利夫 (2) 马克·C·李 (1)                                                                        | 1989年5月4日 STS-30, 亞特蘭提斯號太空梭     | 1989年5月4日 STS-30, 亞特蘭提斯號太空梭     | 1989年5月8日 STS-30, 亞特蘭提斯號太空梭    | 1989年5月8日 STS-30, 亞特蘭提斯號太空梭    | 部署麥哲倫號金星探測器                                                                     |
| 128 | 布鲁斯特·肖 (3) 理查德·理查兹 (1) 詹姆斯·亚当森 (1) 大卫·里茨马 (2) 马克·布朗 (1)                                                                    | 1989年8月8日 STS-28, 哥倫比亞號太空梭       | 1989年8月8日 STS-28, 哥倫比亞號太空梭       | 1989年8月13日 STS-28, 哥倫比亞號太空梭     | 1989年8月13日 STS-28, 哥倫比亞號太空梭     | 美國國防部的任務 據說測試對軍事通信和偵察衛星的有效載荷                                    |
| 129 | 亚历山大·维克托连科 (2) 亚历山大·谢列布罗夫 (3) | 1989年9月5日 联盟TM-8                       | 和平号空间站                                | 和平号空间站                               | 1990年2月19日 联盟TM-8                     | 安裝和平號太空站設備                                                                       |
| 130 | 唐纳德·威廉姆斯 (2) 迈克尔·麦库里 張福林 (2) 珊农·露茜德 (2) 埃伦·贝克 (1)                                                                           | 1989年10月18日 STS-34, 亞特蘭提斯號太空梭   | 1989年10月18日 STS-34, 亞特蘭提斯號太空梭   | 1989年10月23日 STS-34, 亞特蘭提斯號太空梭  | 1989年10月23日 STS-34, 亞特蘭提斯號太空梭  | 部署伽利略號探測器                                                                         |
| 131 | 弗雷德里克·格里高利 (2) 约翰·布莱哈 (2) 斯多里·马斯格雷夫 (3) 索尼·卡特 凯瑟琳·索恩顿 (1)                                                            | 1989年11月22日 STS-33, 發現號太空梭         | 1989年11月22日 STS-33, 發現號太空梭         | 1989年11月27日 STS-33, 發現號太空梭        | 1989年11月27日 STS-33, 發現號太空梭        | 美國國防部的任務 據說測試對偵察衛星的有效載荷 首個非洲裔美國人太空梭指揮官                 |
| 132 | 丹尼尔·布兰登斯坦 (3) 吉姆·韦瑟比 (1) 波妮·唐巴尔 (2) 大卫·洛 (1) 玛莎·埃文斯 (1)                                                                    | 1990年1月9日 STS-32, 哥倫比亞號太空梭       | 1990年1月9日 STS-32, 哥倫比亞號太空梭       | 1990年1月20日 STS-32, 哥倫比亞號太空梭     | 1990年1月20日 STS-32, 哥倫比亞號太空梭     | 部署國防通信衛星 Long Duration Exposure Facility (LDEF)退役                                |
| 133 | 阿纳托利·索洛维约夫 (2) 亚历山大·尼古拉耶维奇·巴兰金                                                                                                 | 1990年2月11日 联盟TM-9                      | 和平号空间站                                | 和平号空间站                               | 1990年7月17日 联盟TM-9                     |                                                                                            |
| 134 | 约翰·克雷顿 (2) 约翰·卡斯帕 (1) 理查德·穆莱恩 (3) 大卫·希尔默斯 (3) 皮埃尔·苏厄特 (1)                                                                | 1990年2月28日 STS-36, 亞特蘭提斯號太空梭    | 1990年2月28日 STS-36, 亞特蘭提斯號太空梭    | 1990年3月4日 STS-36, 亞特蘭提斯號太空梭    | 1990年3月4日 STS-36, 亞特蘭提斯號太空梭    | 美國國防部的任務 據說測試對偵察衛星的有效載荷                                              |
| 135 | 罗伦·施里弗 (2) 查尔斯·伯尔登 (2) 斯蒂芬·霍利 (3) 布鲁斯·麦坎德利斯 (2) 凯瑟琳·苏利文 (2)                                                            | 1990年4月24日 STS-31, 發現號太空梭          | 1990年4月24日 STS-31, 發現號太空梭          | 1990年4月29日 STS-31, 發現號太空梭         | 1990年4月29日 STS-31, 發現號太空梭         | 部署哈勃太空望遠鏡                                                                         |
| 136 | 根纳季·斯特列卡洛夫 (4) 根纳季·马纳科夫 (1) | 1990年8月3日 联盟TM-10                      | 和平号空间站                                | 和平号空间站                               | 1990年12月10日 联盟TM-10                   |                                                                                            |
| 137 | 理查德·理查兹 (2) 罗伯特·卡巴纳 (1) 威廉·薛佛 (2) 布鲁斯·梅尔尼克 (1) 托马斯·埃克斯 (1)                                                              | 1990年10月6日 STS-41, 發現號太空梭          | 1990年10月6日 STS-41, 發現號太空梭          | 1990年10月10日 STS-41, 發現號太空梭        | 1990年10月10日 STS-41, 發現號太空梭        | 部署尤利西斯號 進行繁雜的科學實驗                                                          |
| 138 | 理查德·科维 (3) 弗兰克·卡伯特森 (1) 罗伯特·斯普林格 (2) 卡尔·米德 (1) 查尔斯·格马尔 (1)                                                              | 1990年11月15日 STS-38, 亞特蘭提斯號太空梭   | 1990年11月15日 STS-38, 亞特蘭提斯號太空梭   | 1990年11月20日 STS-38, 亞特蘭提斯號太空梭  | 1990年11月20日 STS-38, 亞特蘭提斯號太空梭  | 美國國防部的任務 據說測試對偵察衛星的有效載荷                                              |
| 139 | 文斯·布兰德 (4) 盖伊·加德纳 (2) 杰弗利·霍夫曼 (2) 约翰·朗治 (3) 罗伯特·帕克 (2) 塞缪尔·杜兰斯 (1) 罗纳德·帕里斯 (1)                                  | 1990年12月2日 STS-35, 哥倫比亞號太空梭      | 1990年12月2日 STS-35, 哥倫比亞號太空梭      | 1990年12月10日 STS-35, 哥倫比亞號太空梭    | 1990年12月10日 STS-35, 哥倫比亞號太空梭    | 紫外線和X射線天文學 (ASTRO-1 天文台)                                                       |
| 140 | 维克托·米哈伊洛维奇·阿法纳西耶夫 (1) 穆萨·马纳罗夫 (2)                                                                                               | 1990年12月2日 联盟TM-11                     | 和平号空间站                                | 和平号空间站                               | 1991年5月26日 联盟TM-11                    | 和平號太空站機組人員輪換 首個到太空的日本人                                                |
| 140 | 秋山丰宽 | 1990年12月2日 联盟TM-11                     | 和平号空间站                                | 和平号空间站                               | 1990年12月10日 联盟TM-10                   | 和平號太空站機組人員輪換 首個到太空的日本人                                                |